# Crotalaria tanety
Crotalaria tanety là một loài thực vật có hoa trong họ Đậu. Loài này được Du Puy, Labat & H.E.Ireland miêu tả khoa học đầu tiên.